# Mosaicos da Catedral de Monreale
Os mosaicos da Catedral de Monreale são a principal característica interna da catedral na cidade de Palermo, Sicília, Itália; Os mosaicos cobrem 6.500 m2. Eles são feitos de tessela de vidro e foram executados em estilo bizantino entre o final do século XII e meados do século XIII pelos mestres locais. 
Com exceção de um dado, feito de lajes de mármore com faixas de mosaico entre elas, toda a superfície interior das paredes, incluindo intradorso e jambas de todos os arcos, é coberta com minúsculos mosaicos em cores vivas sobre um chão dourado. Os quadros em mosaico, que retratam histórias do Antigo e do Novo Testamento, estão dispostos em camadas, divididas por faixas horizontais e verticais. Em partes do coro há cinco desses níveis de sujeitos ou figuras únicas, um acima do outro.
A meia cúpula da abside central tem uma colossal figura de meio comprimento de Cristo, com uma Virgem Maria e um Menino sentados abaixo; as outras absides têm figuras inteiras de São Pedro e São Paulo. Inscrições em cada imagem explicam o sujeito ou santo representado; estes estão em latim, exceto alguns poucos que estão em grego. Os temas na nave começam com cenas do Livro do Gênesis, ilustrando os tipos do Antigo Testamento, de Cristo e Seu esquema de redenção, com figuras daqueles que profetizaram e prepararam para Sua vinda. Ao redor do nível inferior e do coro estão os assuntos do Novo Testamento, representando principalmente os Milagres de Jesus e Sua Paixão, com apóstolos, evangelistas e outros santos.
O desenho, a execução e a escolha dos assuntos parecem ser de origem bizantina, sendo os temas selecionados a partir da Menológio de Basílio II elaborada pelo imperador Basílio II no século X.

## Localização

### Fachada Interna
| Nível                    | Lado Sul                           | Porta principal         | Lado Norte                |
| ------------------------ | ---------------------------------- | ----------------------- | ------------------------- |
| Medalhões                |                                    |                         |                           |
| Nível Aximez             | Criação de Eva                     |                         | Eva Apresentada a Adão    |
| Nível do telhado lateral | Ló e os Dois Anjos                 | São Cássio e São Casto  | Destruição de Sodoma      |
| Nível Aximez             | Martírio de São Cássio e São Casto | Madona e o Menino Jesus | Milagres de São Castrense |

### Lado Sul
| Transepto, Coro, Abside                   | Aximez                                | Nave                               | Penditivas                       | Parede Sul                                         |
| ----------------------------------------- | ------------------------------------- | ---------------------------------- | -------------------------------- | -------------------------------------------------- |
|                                           | Adão no Paraíso Terrestre             | Nave: «Ciclo do Antigo Testamento» | Hospitalidade de Abraão          | Multiplicação dos Pães e Peixes                    |
|                                           | Adão Apresentado ao Paraíso Terrestre | Nave: «Ciclo do Antigo Testamento» | Os Três Anjos Visitam Abraão     | Cura da Sogra de São Pedro                         |
|                                           | Deus Descansa da Criação              | Nave: «Ciclo do Antigo Testamento» | Construindo a Torre de Babel     | Ressurreição da Filha de Jairo                     |
|                                           | Criação dos Animais e do Homem        | Nave: «Ciclo do Antigo Testamento» | Embriaguez de Noé                | Jesus curando a mulher com sangramento             |
|                                           | Criação dos Peixes e Aves             | Nave: «Ciclo do Antigo Testamento» | Deus Envia o Arco-Íris a Noé     | Ressurreição do Filho da Viúva                     |
|                                           | Criação das Estrelas                  | Nave: «Ciclo do Antigo Testamento» | Os animais saem da arca          | São Pedro Salvo das Ondas                          |
|                                           | Criação da Terra Seca                 | Nave: «Ciclo do Antigo Testamento» | Dilúvio de Noé                   | Cura do Homem com Artrite                          |
|                                           | Separação dos Mares e da Terra Seca   | Nave: «Ciclo do Antigo Testamento» | Os Animais Entram na Arca de Noé | Cura do Leproso                                    |
|                                           | Criação da Luz                        | Nave: «Ciclo do Antigo Testamento» | Noé Constrói a Arca              | Cura do Homem Possuído pelo Demônio                |
|                                           | Criação do Céu e da Terra             | Nave: «Ciclo do Antigo Testamento» |                                  |                                                    |
| Medalhão                                  | Medalhão                              | Arco Triunfal                      | Medalhão                         | Figura                                             |
|                                           | Figura completa                       | Transepto: Vida de Cristo          | Figura completa                  | Figura completa                                    |
| Visitação / Fuga para o Egito             | Terceira Tentação de Cristo           | Transepto: Vida de Cristo          | Os Discípulos e o Jumento        | Cristo diante de Pilatos                           |
| Anunciação                                | Segunda Tentação de Cristo            | Transepto: Vida de Cristo          | Ressurreição de Lázaro           | Prisão de Cristo                                   |
| Zacarias Deixa o Templo                   |                                       | Transepto: Vida de Cristo          | Transfiguração de Cristo         |                                                    |
| Anunciação a Zacarias / Sonho de São José | Primeira Tentação de Cristo           | Transepto: Vida de Cristo          | Cristo e a Mulher Samaritana     | Cristo Lava os Pés dos Discípulos                  |
|                                           | Figura completa                       | Transepto: Vida de Cristo          | Figura completa                  | Figura completa                                    |
| Medalhão                                  | Medalhão                              | Arco da abside                     | Medalhão                         | O Rei Guilherme II Oferece a Igreja à Virgem Maria |
| Habacuque                                 | Obadias, Joel                         | Paredes laterais do coro           | São Pedro encontra São Paulo     | Queda de Simão Mago                                |
| Isaias                                    | Jeremias, Amós                        | Paredes laterais do coro           | São Pedro ressuscita Tabitha     | Disputa com Simão Mago                             |
| Tetramorfo e Querubim                     | São Gabriel Arcanjo, Uriel            | Abside                             |                                  |                                                    |
| Cristo Pantocrator                        | Apóstolos                             | Abside                             | Santos                           |                                                    |

#### Santos
|          | Entablamento                                                                                                 |
| -------- | --- |
|          | SANTA EULÁLIA, SANTA ESPERANÇA, SANTA REGINA, SANTA CHRISTINA, SANTA JUSTA, SANTA METRODORA, SANTA FÉ        |
| Arco     | Inferior |
| De 1 a 8 | Estão representados alguns dos Quarenta Mártires de Sebaste, mais São Valeriano, e outros mártires cristãos. |